# إنسيلادوس
إنسيلادوس أو أنْسِلاد هو سادس أكبر أقمار الكوكب زحل، واكتشفه ويليام هيرشل في عام 1789م، ويبدو أنه يوجد ماء سائل أسفل طبقة إنسيلادوس الجليدية، وتطلق البراكين الجليدية في القطب الجنوبي نافورات ضخمة من بخار الماء، والمواد المتطايرة الأخرى، وبعض الجزيئات الصلبة (بلورات الثلج، كلوريد الصوديوم، وما إلى ذلك) في الفضاء (وإجمالي وزنها يصل إلى 200 كجم في الثانية الواحدة تقريبًا). بعض من هذه المياه يعود إلى القمر على شكل «ثلج»، وبعض منها يهطل على حلقات زحل، والبعض الآخر يصل إلى زحل نفسه، ويُعتقَدُ أن الحلقة إي كلها تكونت من هذه الجزيئات الجليدية، ونظرًا لوجود تلك المياه الظاهرة على السطح أو بالقرب منه، فقد يكون إنسيلادوس واحدًا من أفضل الأماكن التي يبحث فيها البشر عن حياة خارج كوكب الأرض، وعلى النقيض، فتلك المياه التي ظُن أنها موجودة على سطح قمر المشترى «أوروبا» حبيسة أسفل طبقة سميكة للغاية من الجليد.
عُرِفَ القليل جدًا عن هذا القمر الصغير إلى جانب اكتشاف الجليد المائي على سطحه، إلى أن مرت المركبتين الفضائيتين «فوياجر» بالقرب منه في أوائل الثمانينات، وأظهرت المركبتين أن قطر إنسيلادوس لايبلغ حجمه سوى 500 كيلو متر (310 ميل)، حوالي عُشر حجم «تيتان» وهو أكبر أقمار زحل، كما أنها أوضحت أنه يعكس تقريبًا آشعة الشمس كلها التي تصله، واكتشفت المركبة فوياجر 1 أن إنسيلادوس دار في أكثف جزء من الحلقة إي المنتشرة، مشيرةً إلى وجود علاقة محتملة بين الاثنين، في حين المركبة الفضائية فوياجر 2 أوضحت أنه على الرغم من صغر حجم القمر، كانت هناك مجموعة كبيرة من التضاريس الأرضية بدايةً من السطوح شديدة الانجراف التي تكونت منذ القدم، إلى التضاريس الأرضية حديثة التكوين المشوهة تكتونيًا، وبعض المناطق التي بها سطوح لا يزيد عمرها عن 100 مليون عام.
كما أن المركبة الفضائية كاسيني-هويجنز كشفت عن سطح القمر وبيئته بمزيد من التفاصيل، عندما أدت العديد من رحلات الطيران المنخفض للقمر إنسيلادوس في عام 2005، ولا سيما عندما اكتشفت انبعاث عمودي غني بالماء نابع من منطقة القطب الجنوبي للقمر، ويبين هذا الاكتشاف، إلى جانب وجود تسرب في الحرارة الداخلية وعدد قليل جداً من الفوهات الصدمية (إن وُجدت) في منطقة القطب الجنوبي، أن إنسيلادوس، من الناحية الجيولوجية، نشط في الوقت الحاضر، وغالبًا ما تصبح الأقمار في أنظمة السواتل الفضائية الشاملة للكواكب الغازية العملاقة محاصرة في الرنين المداري، والذي يؤدي إلى مَيَسَان طولي أو انحراف مداري، ومن ثم، فإن القرب من الكوكب زحل، بإمكانه أن يؤدي إلى حرارة المد والجزر في باطن إنسيلادوس، التي تقدم تفسيرًا ممكنًا لهذا النشاط.
إنسيلادوس هو واحد من أصل ثلاثة من أجرام النظام الشمسي الخارجي إلى جانب البراكين الكبريتية لقمر كوكب المشتري «آيو»، والينابيع الحارة النيتروجينية لقمر الكوكب نبتون «ترايتون» حيث لوحظت الانفجارات النشطة، ويقترح تحليل للانبعاثات الغازية أن إنسيلادوس نشأ من مجموعة من المياه السائلة الجوفية والتي، بالإضافة إلى المواد الكيميائية الفريدة من نوعها التي عُثِرَ عليها في الانبعاث العمودي، زادت من التكهنات عن احتمالية أهمية هذا القمر في دراسات علم الأحياء الفلكي، واكتشاف هذا الانبعاث العمودي زاد من مصداقية النظرية التي توضح أن الحلقة (أي E) تكونت من المواد النابعة من إنسيلادوس، وفي أيار/مايو عام 2011، أفاد علماء بمؤتمر المجموعة البؤرية لمناقشة القمر إنسيلادوس أنه «بدأ يظهر كأكثر البقاع، خارج كوكب الأرض في النظام الشمسي، صالحة للحياة التي نعرفها».

## الاسم
يرجع سبب تسمية إنسيلادوس بهذا الاسم إلى العملاق إنسيلادوس في الميثولوجيا الإغريقية. واقترح جون هيرشل اسم إنسيلادوس، إلى جانب أقمار زحل التي اكتُشفت فيما بعد، في مقالته التي نُشرت في 1847 بعنوان «نتائج الرصد الفلكي في رأس الرجاء الصالح». واختار هذه الأسماء لأن زحل - المعروف في الميثولوجيا الإغريقية بكرونوس- كان قائد الجبابرة (عرق التيتان). والاتحاد الفلكي الدولي (IAU) يُسمي تضاريس إنسيلادوس تيمنًا بأسماء شخصيات وأماكن من ترجمة ريتشارد فرانسيس برتون لكتاب ألف ليلة وليلة. وتُسمى الفوهات الصدمية باسم الشخصيات، بينما أنواع التضاريس الأخرى كفوساي (منخفضات طويلة وضيقة)، ودورسا (التلال المجعدة)، وبلانيتيا (السهول)، وسولتشي (أخاديد طويلة متوازية) تسمى بأسماء الأماكن. وسمى الاتحاد الفلكي الدولي 57 تضريس رسميًا؛ سُمي منهم 22 تضريس في 1982 بناءً على معلومات عمليات التحليق المنخفض التي أدتها المركبة فوياجر، وتمت الموافقة على 35 تضريس في نوفمبر/ تشرين الثاني في 2006 استنادًا على معلومات رحلات الطيران المنخفض الثلاث التي أدتها المركبة كاسيني في 2005.

## الاكتشاف

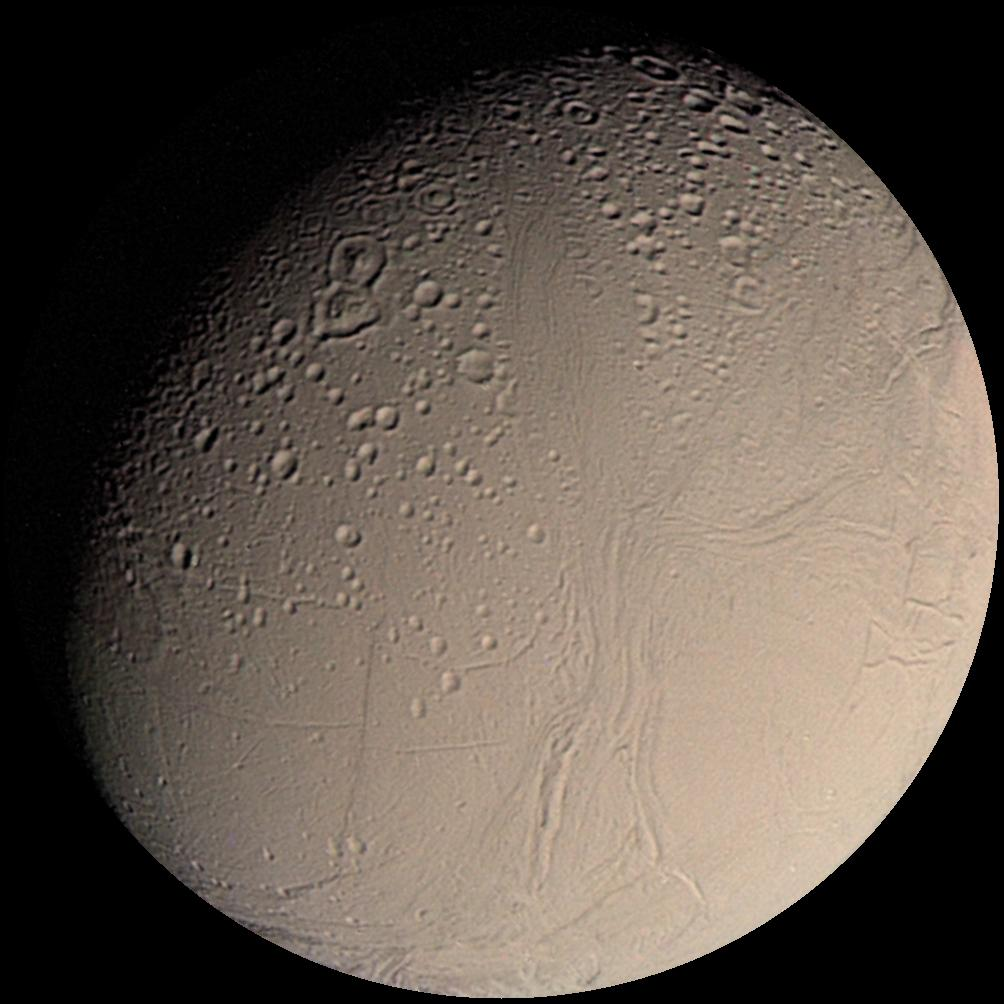
صورة فوياجر 2 (26 أغسطس/آب 1981) للقمر إنسيلادوس المواجة لزحل موضحةً حداثة عمر سطحه. تظهر أخاديد سمرقند سولتشي أفقيًا يمين الوسط؛ وتظهر فوهات علي بابا (أسفل) وعلاء الدين الصدمية في اليسار العلوي.

اكتشف ويليام هيرشل القمر إنسيلادوس في 28 أغسطس/آب 1789 عندما استخدم مقرابه الفلكي ( بؤرة 1.2 متر) الجديد لأول مرة، والذي أصبح أكبر مقراب فلكي في العالم بعد ذلك. وأول مرة لاحظ فيها هيرشل القمر إنسيلادوس كانت في 1787، ولكنه لم يلحظه عندما استخدم مقرابه الفلكي الأصغر (بؤرة 16.5 متر). ويؤدي القدر الظاهري الخافت لإنسيلادوس (+11.7م) وقربه من زحل وحلقاته الأكثر إشراقًا إلى صعوبة رصده من كوكب الأرض، ويحتاج الرصد إلى مقراب فلكي ذات مرآة يتراوح قطرها ما بين 15 إلى 30 سم، ويتوقف هذا على الأحوال المناخية و التلوث الضوئي. رُصد إنسيلادوس لأول مرة، كالعديد من أقمار زحل التي اكتُشفت قبل عصر الفضاء، خلال اعتدالي زحل، عندما يكون كوكب الأرض في حلقة الاستواء؛ حيث أن انخفاض وهج الحلقات يجعل رصد الأقمار أسهل في تلك الأوقات.
تحسنت صورة إنسيلادوس قليلًا قبل رحلات فوياجر عما رصده هيرشل لأول مرة. ولم يُعرف عنه سوى خصائصه المدارية، إلى جانب تقديرات عن كتلته، وكثافته، وبياضه.
التقطت مركبتا فوياجر أول صور للقمر إنسيلادوس عن قرب، وكانت فوياجر 1 أول من أدى الطيران المنخفض له من مسافة 202,000 كم في 12 نوفمبر\تشرين الثاني 1980م، وكانت الدقة المكانية لتلك الصور رديئة جدًا، ولكنها كشفت عن سطح عاكس للغاية خالٍ من الفوهات الصدمية، موضحةً حداثة عمره، كما أن فوياجر 1 أكدت أن إنسيلادوس ثُبت في أكثف جزء من الحلقة إي المنتشرة. وإلى جانب مظهره الذي يوحي بحداثة عمره، افترض علماء فوياجر أن الحلقة (أي E) تكونت من جسيمات انبثقت من سطحه.

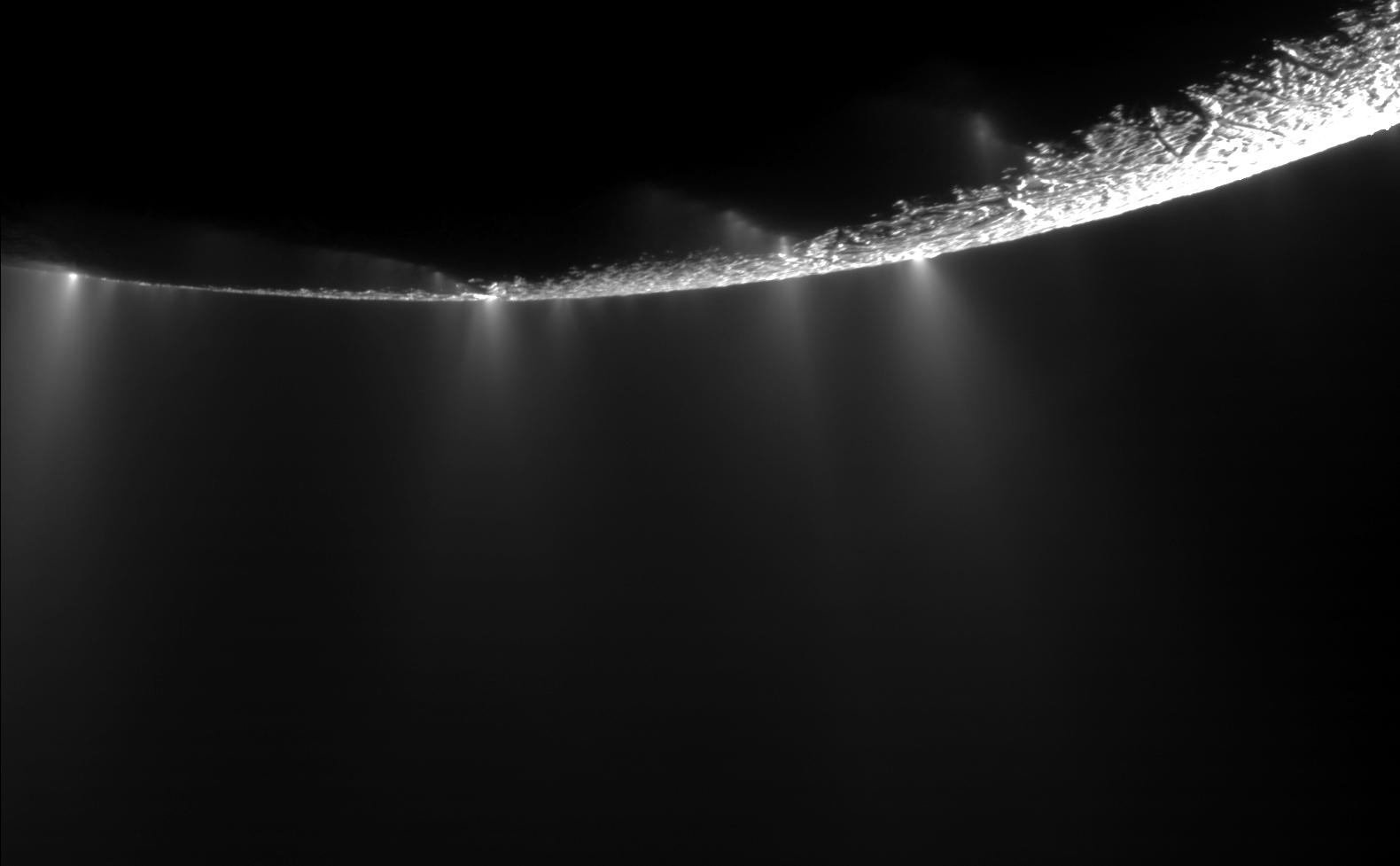
سحب دخانية، ضخمة وصغيرة، تطلق جليد الماء من مواقع عديدة على امتداد "خطوط النمر" الشهيرة بالقرب من القطب الجنوبي للقمر إنسيلادوس. من اليمين إلى اليسار، تُضيء الشمس الخطوط الأربع الرئيسية: دمشق، وبغداد، والقاهرة، والإسكندرية سولتشي من الخلف.

مرت فوياجر 2 بالقرب من إنسيلادوس (87,010 كم) في 26 أغسطس\آب 1981م، ملتقطةً صور ذات جودة أعلى بكثير لهذا القمر. وأظهرت هذه الصور حداثة عمر سطحه، كما أن هذه الصور كشفت عن سطح ذو أقاليم مختلفة ذات أسطح مختلفة الأعمار اختلافًا شاسعًا ذات منطقة خط العرض شديدة الانجراف من المنتصف -وأعلى- إلى الشمال، كما أنها كشفت عن منطقة قليلة الانجراف بالقرب من خط الاستواء. ويتابين هذا التنوع الجيولوجي مع سطح ميماس، وهو قمر آخر لزحل أصغر قليلًا من إنسيلادوس، العتيق شديد الانجراف. كانت التضاريس الجيولوجية حديثة التكوين بمثابة مفاجأة كبيرة للمجتع العلمي؛ فلم تكن هناك نظرية تتمكن من التكهن بأن مثل هذا الجرم السماوي الصغير (والبارد، مقارنة بقمر المشتري آيو شديد النشاط) أظهر علامات لمثل هذا النشاط. ومع ذلك، فشلت فوياجر 2 في تحديد ما إذا كان إنسيلادوس نشط حاليًا أو ما إذا كان هو مصدر الحلقة (أي E).
كان لابد للإجابة على هذه الأسرار وغيرها أن تنتظر حتى وصول المركبة كاسيني-هويجنز في 1 يوليو\تموز 2004م عندما دارت حول زحل. وبالنظر في نتائج الصور التي التقطتها فوياجر 2، فإن منظمي رحلة المركبة الفضائية كاسيني اعتبروا إنسيلادوس هدفًا ذا أولوية، واعتبروا كذلك أن العديد من رحلات التحليق المنخفض المستهدفة من مسافة 1500 كم من سطحه هي فرص عديدة غير مستهدفة من مسافة 100000 كم من إنسيلادوس. ولكن هذه الرحلات تم نبذها. وأسفرت رحلات التحليق المنخفض عن معلومات هامة تخص سطح إنسيلادوس، وكذلك اكتشاف بخار الماء و الهيدروكربونات المعقدة المنبثقة من منطقة القطب الجنوبي النشطة جيولوجيًا. ودفعت هذه الاكتشافات إلى تعديل خطة رحلة المركبة كاسيني لتسمح بعمليات تحليق منخفض أقرب من القمر إنسيلادوس، بما في ذلك البعثة التي حلق فيها المسبار من ارتفاع 52كم فوق سطح إنسيلادوس في مارس\آذار 2008م. وضمت رحلة المركبة كاسيني الطويلة سبع عمليات تحليق منخفض لإنسيلادوس ما بين يوليو\تموز 2008م ويوليو\تموز 2010م، من ضمنهم اثنين مروا به من مسافة 50 كم فحسب في النصف الثاني من 2008م.
دفعت الاكتشافات التي قدمتها المركبة كاسيني عن القمر إنسيلادوس العديد من الدراسات لتصبح بعثات متتابعة. وفي عام 2007م أجرت وكالة ناسا الفضائية دراسة لبعثة ستدور حول إنسيلادوس وستجري فحص مفصل عن السحب الدخانية في القطب الجنوبي. ولكن هذه الفكرة لم يتم اختيارها لمواصلة الدراسة. واستكشفت وكالة الفضاء الأوروبية مؤخرًا خطط لإرسال مسبار إلى إنسيلادوس في بعثة تُضاف إلى دراسات القمر تيتان.
وتعد بعثة نظام قمر زحل تيتان (TSSM) اقتراح مشترك بين وكالة ناسا ووكالة الفضاء الأوروبية الفضائيتين لاستكشاف أقمار زحل بما في ذلك القمر إنسيلادوس. وكانت بعثة نظام قمر زحل تيتان تتنافس مع اقتراح مهمة نظام أوروبا المشتري - لابليس للتمويل. وفي فبراير\شباط 2009م أُعلن أن وكالة ناسا والوكالة الأوروبية الفضائيتين قد أعطتا بعثة نظام قمر المشتري أوروبا الأولوية لتتقدم على بعثة نظام قمر زحل تيتان،على الرغم من أنها سيتم متابعة دراستها لتحديد موعد إطلاقها في وقت لاحق.

## الخصائص

### المدار

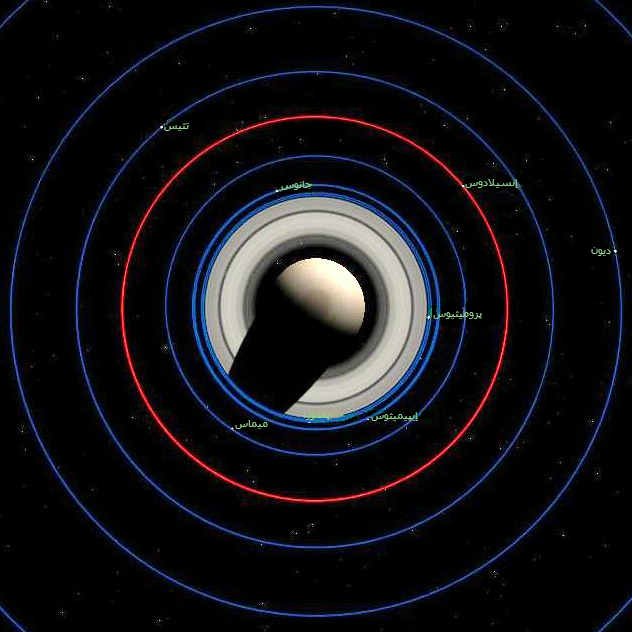
صورة لمدار القمر إنسيلادوس (موضح باللون الأحمر) من فوق القطب الشمالي للكوكب زحل

إنسيلادوس هو واحد من الأقمار الرئيسية الداخلية لزحل. وهو القمر الرابع عشر من حيث البعد عن زحل، ويدور في أكثف جزء من الحلقة إي E، وهي الأبعد عن حلقات زحل، وهي قرص من المواد المجهرية الجليدية أو المغبرة، تبدأ في مدار القمر ميماس وتنتهي في مكان ما حول مدار القمر ريا.
يدور إنسيلادوس حول زحل من مسافة 238000 كم من مركزه و180000 كم من قمم سحبه، بين مدارات القمر ميماس وتثيس، ويحتاج إلى 32.9 ساعة للدوران في المرة الواحدة ( سريع بما فيه الكفاية ليُرصد في ليلة واحدة من ليالي الرصد). و رنين الحركة الوسطى للقمر إنسيلادوس حاليًا هو 2:1 بالنسبة للقمر القمر ديون؛ فكل مدارين له حول زحل يقابله واحد يُكمله القمر ديون، ويساعد هذا الرنين على الحفاظ على الانحراف المداري للقمر إنسيلادوس (0.0047) ويوفر مصدرًا حراريًا لنشاطه الجيولوجي.
وكمعظم أقمار زحل الكبيرة، يدور إنسيلادوس بشكل زمني مع دوره المداري موجهًا وجه واحد اتجاه زحل. وبخلاف قمر الأرض، لا يبدو أن إنسيلادوس له ميسان حول محور دورانه (أكثر من 1.5°). ومع ذلك، يقترح تحليل لشكل القمر إنسيلادوس أنه في مرحلة ما كان في ميسان مغزلي مداري ثانوي قسري مقداره 1:4، وبإمكان هذا الميسان أن يوفر مصدرًا حراريًا آخرًا للقمر إنسيلادوس كالذي يوفره الرنين مع القمر ديون.

#### التفاعل مع الحلقة (إي E)
الحلقة إي E هي الحلقة الأكبر والأبعد عن الكوكب زحل. وهي قرص كبير من المواد المجهرية الجليدية أو المغبرة المنتشرة، تبدأ في مدار القمر ميماس، وتنتهي في مكان ما حول مدار القمر ريا، على الرغم من أن بعض الأرصاد تقترح أنها تمتد إلى ما وراء مدار القمر تيتان، ليصبح عرضها حوالي 1,000,000 كم. ولكن العديد من النماذج الرياضية توضح أن هذه الحلقة غير مستقرة، ويتراوح عمرها بين 10,000 و1,000,000 سنة. وبالتالي، الجزيئات التي تتكون منها الحلقة يجب أن تتجدد باستمرار. ويدور القمر إنسيلادوس داخل هذه الحلقة، في مكان يكون فيه صغير ولكنه موجود في أعلى كثافة بها. ولذلك، اشتبهت العديد من النظريات أن القمر إنسيلادوس هو المصدر الرئيس لجزيئات الحلقة (أي E). وأيدت هذه الفرضية عمليات التحليق المنخفض التي أدتها المركبة كاسيني.
|  |  |

وهناك آليتين مختلفتين تُزود هذه الحلقة بالجزيئات.المصدر الأول، وربما الأكثر أهمية، هو السحب الدخانية الناتجة عن البراكين الجليدية في منطقة القطب الجنوبي للقمر إنسيلادوس. وبينما تعود الغالبية العظمى من الجزيئات للسطح، يفلت البعض منها من جاذبية القمر إنسيلادوس ليدخل في مدار ما حول زحل؛ حيث أن سرعة الإفلات للقمر إنسيلادوس تصل إلى 866 كم\ساعة فقط. أما الآلية الثانية فتأتي من قصف إنسيلادوس الجوي رافعًا جزيئات الغبار من السطح. وهذه الآلية ليست ما تميز القمر إنسيلادوس عن غيره من الأقمار؛ فهي صالحة لجميع أقمار زحل التي تدور داخل الحلقة (أي E).

### الحجم والشكل
إنسيلادوس هو قمر صغير نسبيًا، ويبلغ قطره المتوسط حوالي 505 كيلومتر (314 ميل)، حوالي سُبع حجم قطر قمر الأرض. وقطر إنسيلادوس صغير بما يكفي ليتناسب مع طول جزيرة بريطانيا العظمى. وبإمكانه أن يتناسب مع مساحتي ولايتي أريزونا أوكولورادو، على الرغم من أنه -كجسم كروي- مساحته أكبر بكثير؛ فهو يزيد قليلًا عن 800,000 كيلومتر مربع (310,000 ميل مربع)، كمساحة موزمبيق تقريبًا، أو أكبر من ولاية تكساس بنسبة 15%.
تجعل كتلة إنسيلادوس وقطره من أكبر أقمار زحل من حيث الضخامة والحجم، بعد تيتان (5150 كم)، و القمر ريا (1530 كم)، والقمر إيابيتوس (1440 كم)، و القمر ديون (1120 كم)، وتثيس (1050 كم). كما أنه أحد أصغر أقمار زحل الكروية؛ حيث أن جميع الأقمار الصغيرة -فيما عدا القمر ميماس (390كم)- لها شكل غير منتظم.
إنسيلادوس هو سطح ناقص مختلف الأضلاع من حيث الشكل؛ فتبلغ أقطاره - بناءً على حسابات الصور التي التقطتها آلة الأي إس إس (نظام التصوير الفرعي للعلوم) للمركبة كاسيني- حوالي 513 كم بين قطب زحل المقابل وقطبه الفرعي، و503 كم بين القطب الأمامي والخلفي، و497 كم بين القطب الشمالي والجنوبي، وهذا هو الاتجاه الأكثر استقرارًا؛ في اتجاه دوران القمر إنسيلادوس على طول المحور القصير والطويل، محازيًا القطر بعيدًا عن زحل.

### السطح
أول مركبة فضائية ترصد سطح القمر إنسيلادوس بالتفصيل كانت فوياجر 2 في أغسطس\آب 1981م. وتكشف نتائج صور الفسيفساء عالية الجودة عن خمس أنواع مختلفة من التضاريس، من ضمنهم العديد من المناطق ذات التضاريس المنجرفة، والمناطق ذات التضاريس المستوية (حديثة التكوين)، وممرات التضاريس المتعرجة والتي غالبًا ماتكون محاذية للمناطق المستوية. وبالإضافة إلى ذلك، لوحظت الشقوق المنحدرات الطولية المنبسطة. وبالنظر إلى الافتقارالنسبي في الفوهات الموجودة على السهول المستوية، من المحتمل أن يكون عمر هذه المناطق أقل من بضع مئات من ملايين السنين. وبناءُا على ذلك، لابد أن إنسيلادوس تفاعل مؤخرًا مع النشاط البركاني المائي أو أية عمليات أخرى جددت سطحه. ويجعل الجليد النظيف النقي الذي يهيمن على سطح إنسيلادوس هذا السطح من السطوح الأكثر انعكاسًا التي ممكن أن توجد في أي جرم من أجرام المجموعة الشمسية، وبياض هندسي مرئي قدره 1.38. ولأنه يعكس الكثير من ضوء الشمس، فإن متوسط درجة حرارة السطح يصل إلى −198 °م (−324 °ف) فقط عند الظهر (أبرد نوعًا ما من أقمار زحل الأخرى).
وكشفت ملاحظات ثلاث رحلات تحليق منخفض تابعة للمركبة كاسيني في 17فبراير\شباط، و9 مارس\آذار، و14 يوليو\تموز 2005م عن خصائص سطح القمر إنسيلادوس بقدر أكبر من التفاصيل عن ملاحظات المركبة فوياجر 2. فعلى سبيل المثال، السهول المستوية التي رصدتها فوياجر 2 استقرت في مناطق خالية من الفوهات نسبيًا ومملوءة بالعديد من التلال الصغيرة والمنحدرات. وبالإضافة إلى ذلك، عُثر على العديد من الصدوع في التضاريس المنجرفة التي تكونت قديمًا، مشيرةً إلى حقيقة أن السطح تعرض لتشويه شامل منذ تكوين الفوهات. وأخيرًا، تم اكتشاف العديد من المناطق الإضافية ذات التضاريس حديثة التكوين في مناطق لم تحسن تصويرها أي من المركبتين فوياجر، كالتضريس الغريب القريب من القطب الجنوبي للقمر إنسيلادوس.

#### الفوهات الصدمية

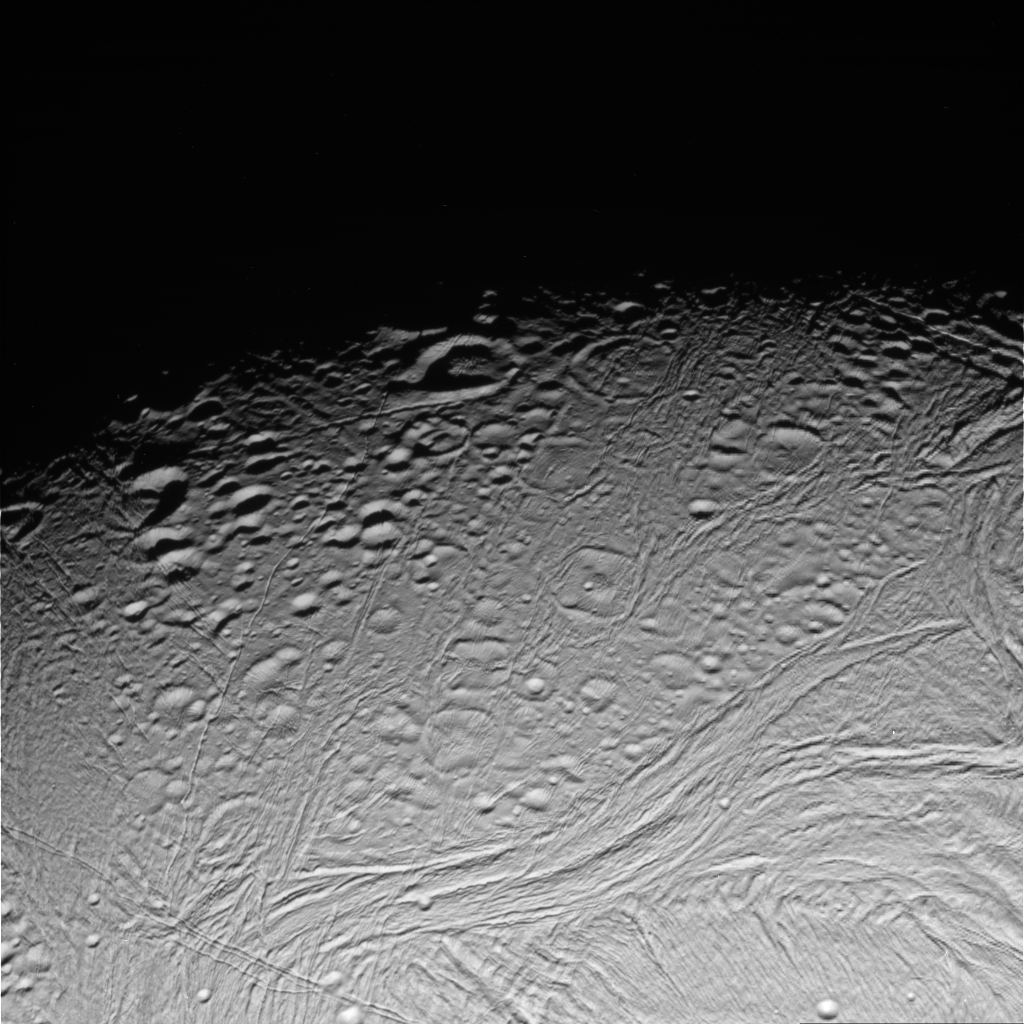
صورة التقطتها المركبة كاسيني في 17 فبراير\شباط 2005م لفوهات تشوهت أثناء المرونة اللزوجية والتصدع. ومن الممكن رؤية فوهة حماة سولتشي التي توجد من اليسار إلى اليمين على طول الربع السفلي من الصورة. وتظهر فوهات وحدات التضاريس المنحنية (ct2) والتضاريس المنجرفة (cp) للقمر إنسيلادوس فوقهم.

تُعدُّ الفوهة الصدمية أمر شائع في العديد من أجرام النظام الشمسي. وتغطي الفوهات جزءًا كبيرًا من سطح إنسيلادوس على كافة الكثافات والمستويات المختلفة من التشوه. 
وبناءً على ملاحظات فوياجر 2، تم تحديد ثلاث وحدات مختلفة من طوبوغرافيا الفوهات استنادًا إلى كثافة فوهاتهم؛ بدايةً من وحدتي التضاريس المنحنية (ct1 وct2)، وكلاهما يحتوي على العديد من الفوهات التي يتراوح عرضها ما بين 10-20 كيلومتر على الرغم من اختلاف درجة تشوهاتها، إلى وحدة التضاريس المنجرفة (cp) التي تتكون من السهول قليلة الانجراف. وبناءً على كثافة الفوهات (وبالتالي عُمر السطح) يقترح تقسيم التضاريس المنجرفة هذا أن إنسيلادوس تسطّح في عدة مراحل.
وقدمت ملاحظات المركبة كاسيني الأخيرة نظرة أقرب بكثير إلى وحدات التضاريس المنحنية والمنجرفة (ct2 وcp). وتُبيّن هذه الملاحظات عالية الجودة أن العديد من فوهات القمر إنسيلادوس أصبحت شديدة الانجراف أثناء المرونة اللزوجية والتصدع. تجعل المرونة اللزوجية الجاذبية، على فترات زمنية جيولوجية، قادرة على تشويه الفوهات والخصائص الطوبوغرافية الأخرى المتكونة في الجليد المائي، متسببةً في تقليل كمية التضاريس مع مرور الوقت. ويعتمد معدل حدوث هذا على درجة حرارة الثلج: الثلج الأكثر دفئًا بإمكانه تشويه الفوهات أكثر من الثلج البارد الصلب. الفوهات المرنة واللزجة (الطينية) غالبًا ما تكون قيعانها مقببة، أو تعرف باسم الفوهات ذات الحواف المجسمة والمستديرة فقط. وأقرب مثال على الفوهات المرنة واللزجة على سطح القمر إنسيلادوس هي الفوهة «دنيازاد» ذات القاع المقبب البارز. فضلًا عن أن العديد من الفوهات على سطح إنسيلادوس غيرتها الصدوع التكتونية. وبالتالي جميع الفوهات على سطح إنسيلادوس –تقريبًا- التي صورتها المركبة كاسيني باستخدام وحدة التضاريس المنحنية (ct2) تُظهر علامات لتشوه تكتوني (بنائي).

#### التكتونيات
عثرت فوياجر 2 على أنواع عديدة من الخصائص التكتونية على سطح إنسيلادوس، بما في ذلك المنخفضات والمنحدرات، و أحزمة من الأخاديد والتلال]. وتقترح النتائج الأخيرة للمركبة كاسيني أن التكتونيزم هو نمط التشويه المسيطر على سطح إنسيلادوس. وتعد الانشقاقات واحدة من أكثر أنواع الخصائص التكتونية المدمرة على سطح إنسيلادوس. ويصل ارتفاع هذه الأخاديد إلى 200 كم، وعرضها ما بين 5-10 كم، وعمقها 1 كم. وتبدو هذه الخصائص حديثة العهد نسبيًا؛ فهي تتخطى الخصائص التكتونية الأخرى، ولها طوبوغرافية حادة ونتوءات بارزة على امتداد أسطح الجرف.
تُعتبر التضاريس المخددة دليل آخر على التكتونيزم على سطح إنسيلادوس، وهي تتكون من ممرات ذات أخاديد وتلال منحنية. وغالبًا ما تفصل هذه الأحزمة -أول من اكتشفتها كانت المركبة فوياجر 2- السهول المستوية عن المناطق المنجرفة. وتشبه التضاريس المخددة كسمرقند سولتشي تلك التي على سطح القمر غانيميد. وعلى الرغم من ذلك، عادةً ما تكون الطوبوغرافيا المخددة على سطح إنسيلادوس أكثر تعقيدًا بكثير بخلاف تلك التي على سطح القمر غانيميد. وبدلًا من المجموعات المتوازية من الأخاديد، هذه الممرات غالبًا ما تظهر كأحزمة من الخصائص المتراصفة شيفرونية الشكل أو الترسبية -الأراضي الشاسعة شبه الخطية التي تقع على شكل حرف "V"- إلى حد كبير. وفي مناطق أخرى، تبدو هذه الأحزمة متقوسة باتجاه الأعلى مع صدوع وتلال تمتد على طول هذه الميزة. وكشفت ملاحظات المركبة كاسيني حول سمرقند سولتشي عن بقع داكنة مثيرة للاهتمام (اتساعها ما بين 125 و750 متر)، والتي يبدو أنها تسير بموازاة الصدوع الضيقة. وتُفسّر هذه البقع في الوقت الحالي على أنها حُفر متداعية في هذه الأحزمة السهلية المدببة.

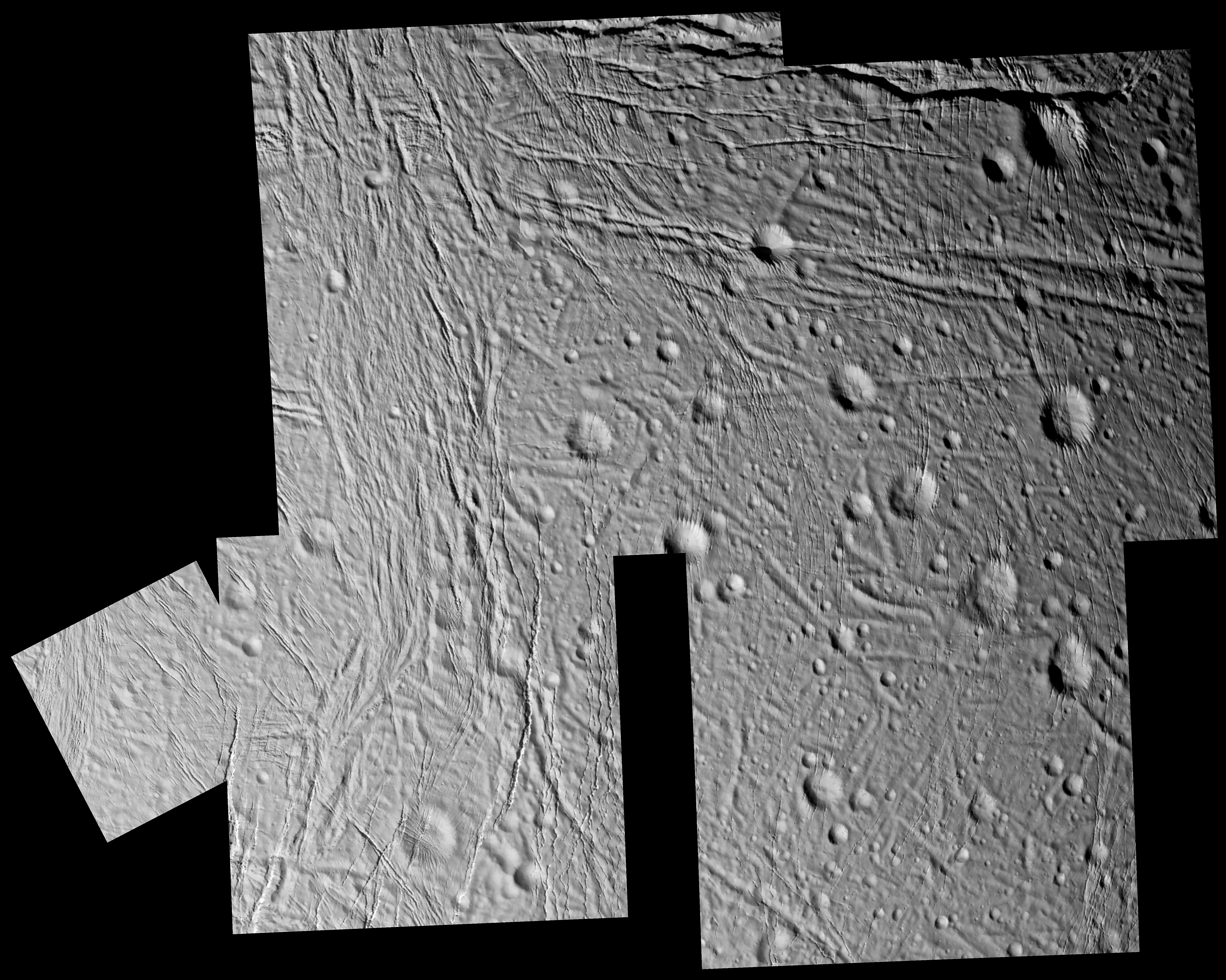
فسيفساء عالية الجودة لسطح إنسيلادوس، توضح العديد من أنماط التكتونية وتشوه الفوهات، كالصدوع الضيقة التي يبلغ اتساعها العديد من مئات الأمتار فقط. مصر (شمالًا) واليمن سولتشي تمتدان أفقيًا في الأيمن العلوي.

وإلى جانب الصدوع العميقة والممرات المخددة، توجد أنواع أخرى عديدة من التضاريس التكتونية على سطح إنسيلادوس. ويوجد العديد من هذه الصدوع في الأحزمة التي تتخطى التضاريس المنجرفة. ويبدو أن هذه الصدوع تتوغل داخل القشرة بعمق لا يبلغ سوى بضع مئات من الأمتار. ويبدو العديد منها أنه تأثر أثناء تكوينه بسبب الحطام الصخري الضعيف الناتج عن الفوهات الصدمية، وغالبًا ما تُغير حدوث الصدوع المنتشرة. الأخاديد المستقيمة هي مثال آخر للخصائص التكتونية على سطح إنسيلادوس، التي كانت المركبة فوياجر 2 أول من يكتشفها، والتي التقطت المركبة كاسيني لها صور عالية الجودة. ويمكن رؤية هذه الأخاديد المستقيمة وهي تتخطى أنواع التضاريس الأخرى، كأحزمة الأخاديد والتلال. ، ويبدو أن هذه الأخاديد المستقيمة تنحصر بين الخصائص حديثة العهد على سطح القمر إنسيلادوس كالصدوع العميقة. إلا أن هناك بعض الأخاديد المستقيمة التي تبدو ليّنة كالفوهات المجاورة، مما يدل على قدم عمرها. كما أن التلال على سطح إنسيلادوس قد رُصدت، وإن لم يكن كتلك التي رُصدت على سطح القمر أوروبا. هذه التلال محدودة نسبيًا لمدى محدد. ويصل طولها إلى واحد كيلومتر. كما رُصدت القباب الفلكية المرتفعة التي يصل ارتفاعها إلى واحد كيلو متر. ونظرًا إلى مستوى التسطح التكتوني الموجود على سطح إنسيلادوس، فمن الواضح أن التكتونيزم كان حافزًا مهمًا للجيولوجيا على سطح هذا القمر الصغير في جزء كبير من تاريخه.

#### السهول المستوية

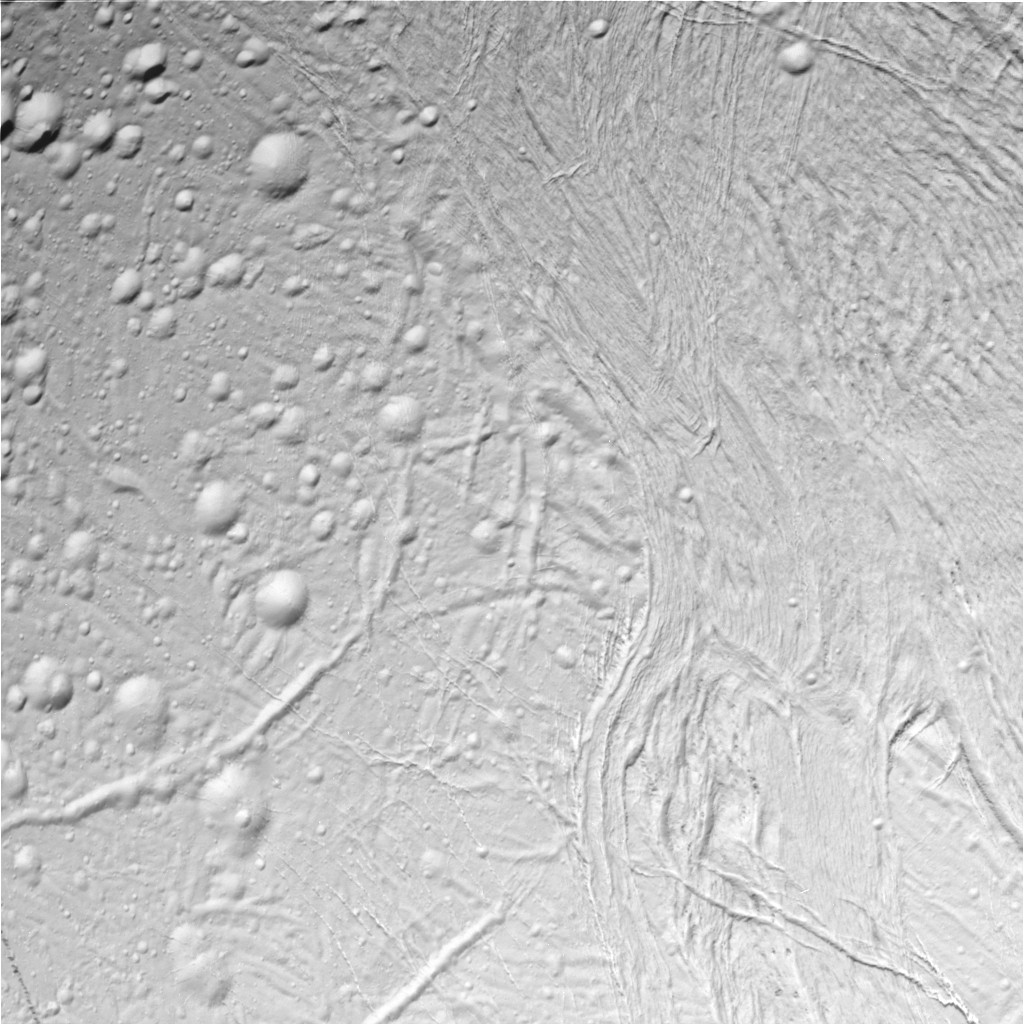
صورة لسمرقند سولتشي (أفقي، يمين المنتصف)، وجزء من شمال غرب سرنديب بلانيتيا إلى يمينهم؛ داريا بار فوسا تمتد من قاع الصورة إلى الأعلى واليمين.

رصدت المركبة فوياجر 2 وحدتين للسهول المستوية. وهذه السهول لها طوبوغرافية منخفضة بشكل عام وعدد من الفوهات أقل بكثير من تلك التي موجودة في التضاريس والسهول المنجرفة، مما يشير إلى سطح حديث التكوين نسبيًا. في إحدى مناطق السهول المستقيمة، سرنديب بلانيتيا، لم تكن الفهوهات الصدمية مرئية كفاية كي يتم التقاط صورة لها. وهناك منطقة أخرى من السهول المسقيمة جنوب غرب سرنديب تتخللها عدة منخفضات ومنحدرات.